# 大気圧潜水服

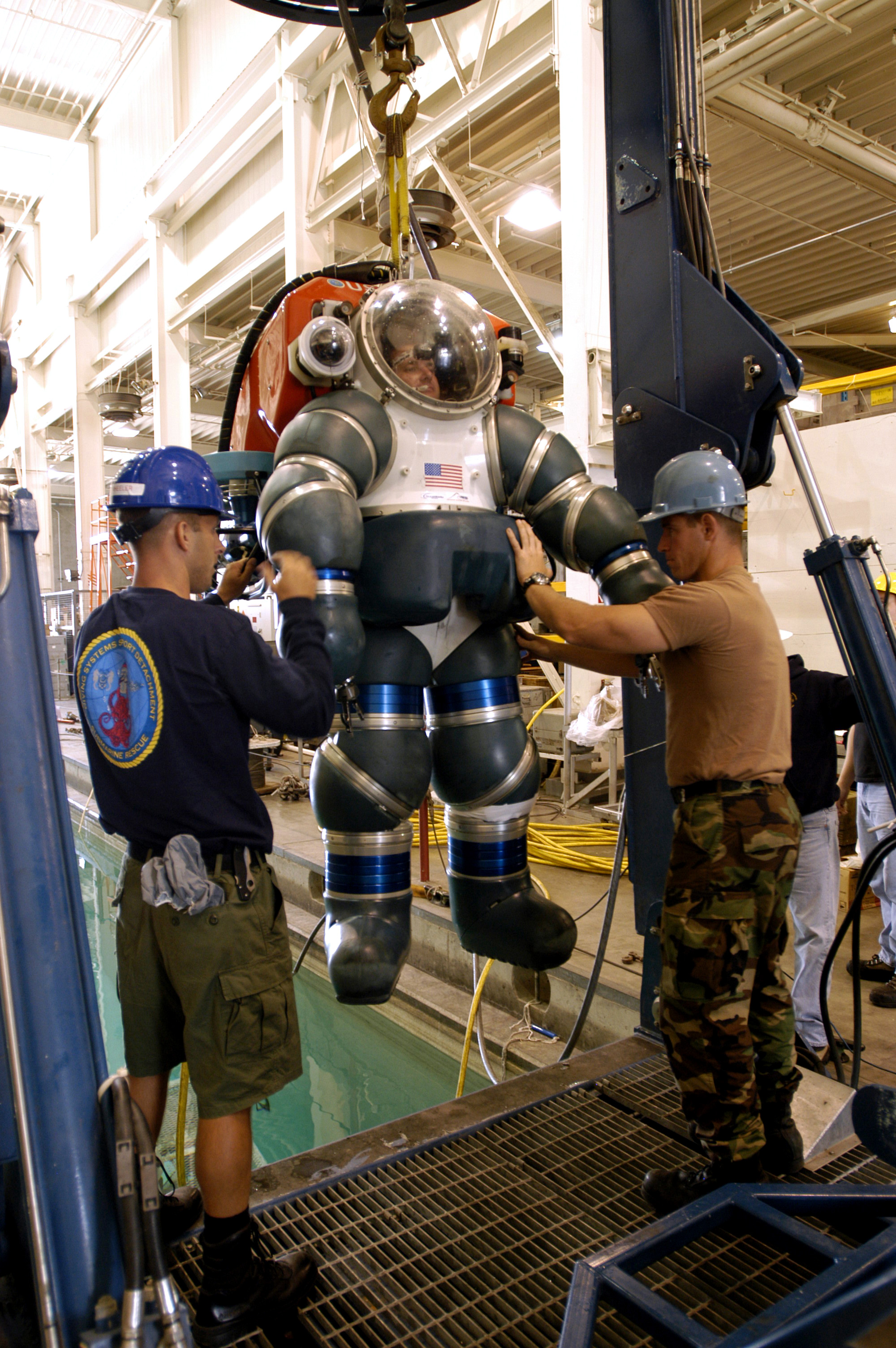
ムーンプールで訓練を行うアメリカ海軍で運用される600mまで潜水可能な大気圧潜水服ADS2000

大気圧潜水服（だいきあつせんすいふく 英語：Atmospheric diving suit 略称：ADS）とは、潜水士がスキンダイビングやスクーバダイビングより深く深海を潜水するために身に着ける潜水服である。水や水圧の影響を受けないよう硬く機密性のある全身を覆う形状をしており、「耐圧潜水服」や「硬式潜水服」とも称される。

## 概要
人間が潜水する方式には、大きく分けて2種類存在し、それぞれを軟式潜水（環境圧潜水）と硬式潜水（大気圧潜水）という。軟式潜水とは、身体が水圧に晒された状態で潜るスキンダイビング、スクーバダイビング等を指す。硬式潜水は、人間が水の影響から隔離され、地上と同じ１気圧状態で活動できるような潜水艇や大気圧潜水服によって潜水する方式の事である。
一人用の小型多関節式潜水服となり、１気圧の内圧を保ちながら関節の動きを可能にする精巧な鎧兜のようなものである。ADSは、深海潜水に伴う生理学的危険性の大部分を排除し、最大700mまでの深さに何時間も潜ることを可能とする。ADSでは減圧する必要がなく、飽和潜水で用いられる特殊な混合ガスを使用する必要も無いため、ADSが正常に機能していれば軟式潜水に見られる減圧症やCO2ナルコーシス、酸素中毒、窒素中毒、高圧神経症候群（HPNS）などの危険性が殆ど発生しない。反面、ADSでは関節部の自由度が低いため器用さは犠牲となり、重量があるため行動に制限が掛かるうえ、海水温など環境温度の影響も受けるが、泳ぎの苦手な人でも深海潜水を可能とする装備となる。
2022年時点で使用されている大気圧潜水服には、ニュートスーツ、エクソスーツ、ハードスーツ、WASPなどがあり、いずれも推進装置を組み込んだ自己完結型のハードスーツである。ハードスーツは主に鋳造アルミニウムで製作され、腰の部分で分離するセパレート構造となっており、イギリスで開発されたWASPはグラスファイバー（GRP）製の胴体チューブ構造である。

## 目的と要件
水中では、水深が深くなるにつれて生理的ストレスが大きくなり、常圧での潜水深度には絶対的な限界があるように思われる。大気圧潜水服は、１気圧程度の内圧を維持しながら一人乗りができる圧力容器を持つ小型潜水艇と同義であり、腕には手動で操作可能なマニピュレーターが取付られ、腕や脚部にも耐圧式の関節があるため、内圧を維持しながら関節を動かすことが可能である。
水中での移動は、一般的に中性浮力か中程度のマイナス浮力が必要となり、歩行と遊泳には細かく制御できるスラスターが必須となる。また、関節の可動域や形状、摩擦などの影響により、有用な作業を行うための器用さが制限されるため、これは、設計上における工学的課題の一つであった。マニピュレーターによる触覚は、関節やシールの摩擦により感度が大幅に低下するため、より細かい制御には大きな制約が発生する。また、オペレーターの視覚入力は、透明なのぞき窓を使用することで比較的容易に提供することができ、マニピュレータを使用した近接撮影は、スーツの関節の柔軟性と形状により制限される。このほか、音や温度の感覚が殆ど感じられず皮膚感覚も無い。通常、潜水中は周囲は無人であるため、通信装置などによって相互にコミュニケーションが図れる状態を確立する必要がある。

## 歴史

### 聡明期

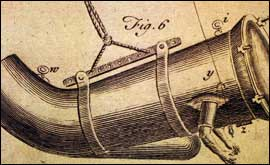
1715年、ジョン・レスブリッジが製作した木製の樽を利用した世界初となる密閉式潜水装置

1715年に、イギリスの発明家ジョン・レスブリッジが発明した。この装備は1719年に水深60フィート（18 m）まで潜り、カーボベルデ沖で沈没した東インド船籍の難破船から銀を回収する目的で使用された。木製の樽から手だけが出せるような構造であった。
関節部をアコーディオンジョイント（蛇腹関節）としたものが、イギリス人技師であるW・H・テイラー（W. H. Taylor）によって1838年に設計された。バラストタンクで浮き沈みの制御も考案したが、生産はされておらず、重量と嵩張りから機能しなかったであろうと推測されている。
1856年に完全に密閉された大気圧潜水服が、ロドナー・D・フィリップス（Lodner D. Phillips）によって設計された。樽の端がドーム状で、関節部にはボールジョイントとソケットジョイントが使用され、肩と肘、膝と腰が動くようになっていた。のぞき窓、バラストタンク、出口、手動クランクプロペラ、地上から空気を送り込む部分などが備えられていたが、実物は製作されていないとみられている。

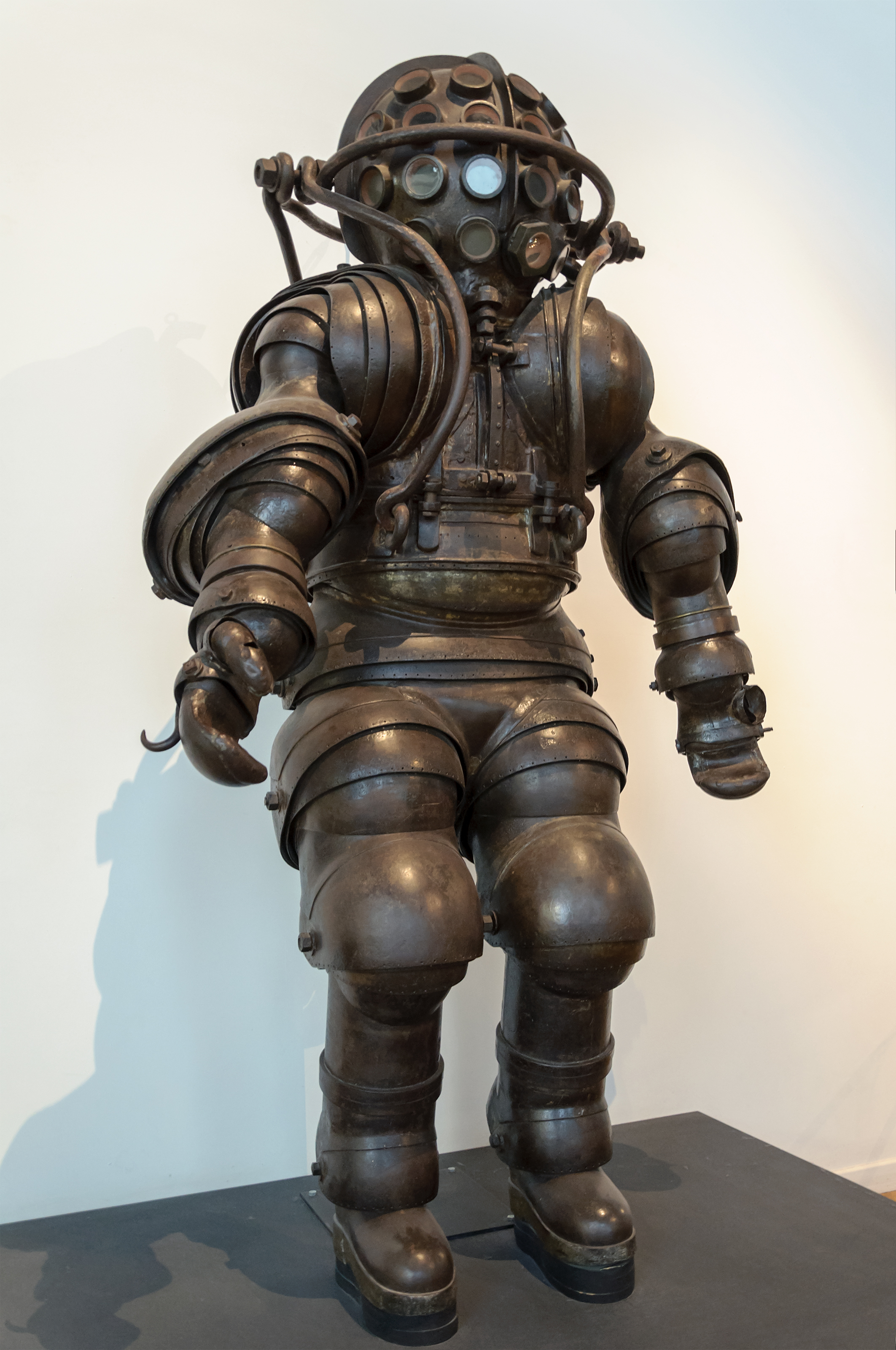
カルマニョール兄弟が製作した初となる人型大気圧潜水服

1882年にフランスのマルセイユに住むカルマニョール（Carmagnolle）兄弟によって、人間型の大気圧潜水服が製作されている。関節が、それぞれの脚に4つ（両足8か所）、腕に6つ（両腕12か所）、ボディに2つの合計22か所設けられている。ヘルメットには、人間の目の平均的な距離にあたる25箇所に50ミリ（2インチ）のガラス製覗き穴が設けられている。重量は380キロ（830ポンド）であった。カルマニョール製のADSはうまく機能せず、関節部は完璧な防水にはなっていない。2022年現在、パリにあるフランス国立海軍博物館に屋内展示されている。
1894年にはオーストラリア、メルボルンの発明家ジョン・ブキャナン（John Buchanan）とアレクサンダー・ゴードン（Alexander Gordon）によって大気圧潜水服の特許が取得されている。ここで採用された方式は防水材で覆われたスパイラルワイヤのフレームをベースとしたものであった。ゴードンは、ヘルメットにスーツを取り付け、手足にジョイント式のラジアスロッドを組み込むなど改良を行っている。この結果、高い圧力に耐えられる柔軟なスーツが完成した。このスーツはイギリスのシーベ・ゴーマン社が製造し、1898年にスコットランドで試用された。
1914年、アメリカのデザイナー、マクダフィー（MacDuffy）が、関節の動きにボールベアリングを使用した最初の耐圧スーツを製作しており、ニューヨークで水深65メートル（214フィート）まで潜りテストを行っているが成功していない。その1年後、ニュージャージー州ベイヨンのハリー・L・ボウディン（Harry L. Bowdoin）が、オイル封入型ロータリージョイントを採用した改良型ADSを製作した。このジョイントは、ジョイントの内側に小さなダクトを設け、圧力を均等に分散する構造であった。このスーツは、腕と脚にそれぞれ4つずつ、親指に1つずつ、合計18個のジョイントを持つよう設計されている。また、水中での視界を確保するために、4つの覗き窓と胸に装着するランプが設けられていた。なお、このスーツが作られたという確証が無く、制作されたとしても機能しなかったであろうと推測されている。

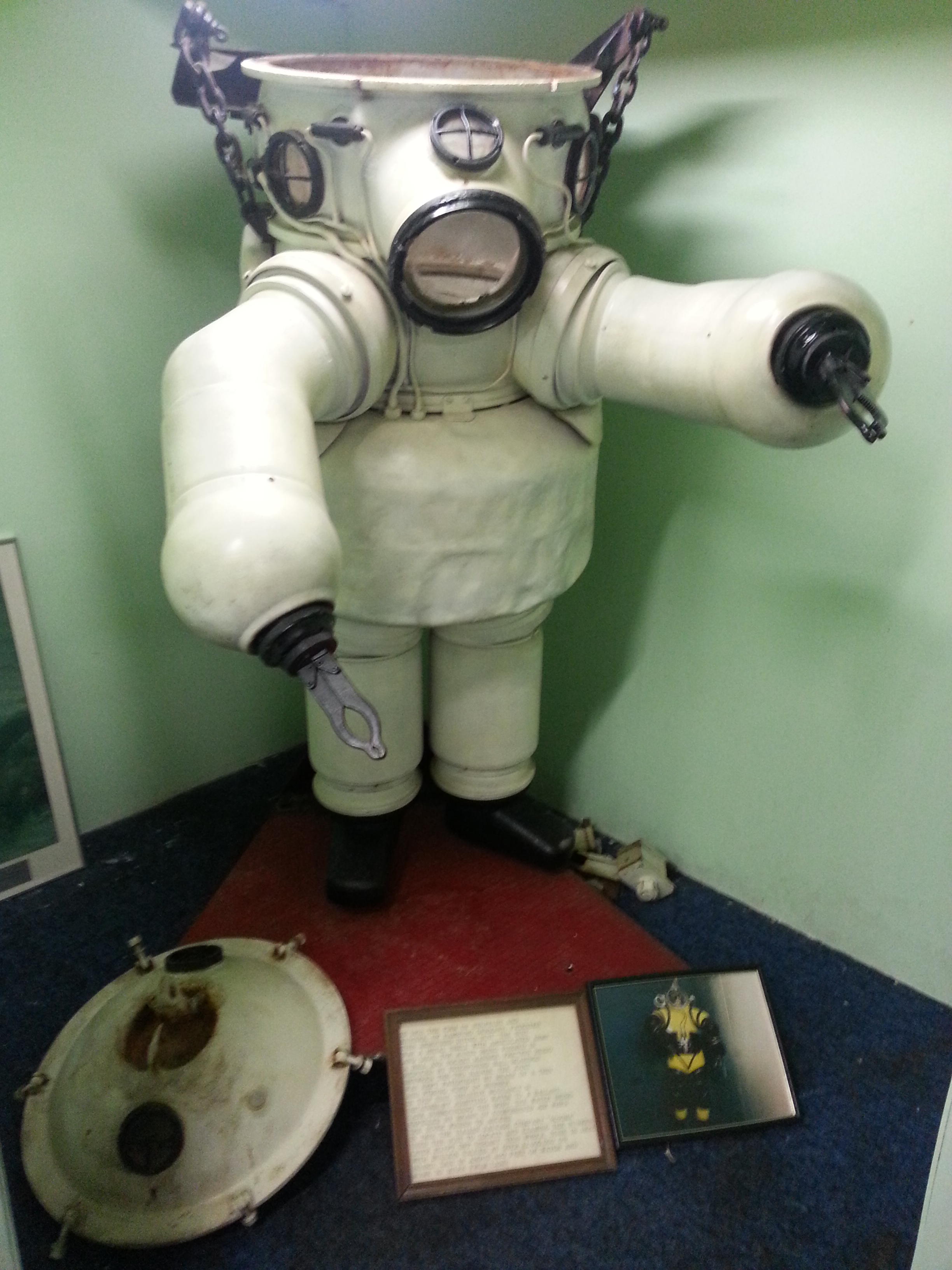
1912年にロバート・デイビスによって製作され、アメリカ海軍で運用されたADS。ノイフェルト & クーンケで運用されたADSの技術が反映されている

ドイツのノイフェルト & クーンケ（Neufeldt and Kuhnke）によって製作された大気圧潜水服は、1922年5月に沈没したP&O所有の定期船、SS エジプト号の残骸から金銀地金を水深170メートル（560フィート）から引き揚げる際に使用された。
1917年、ミシガン州トラバースシティのベンジャミン・F・リービット（Benjamin F. Leavitt）によって、1865年にヒューロン湖の水深55メートル（182フィート）に沈んだSSピワビック号に潜航し、350トンの銅鉱石の引き揚げに成功している。1923年には、チリのピチダンギ沖の太平洋水深67メートル（220フィート）に沈んだ英国船籍のスクーナー「ケープホーン号」の捜索を行い、60万ドル相当の銅を引き揚げることに成功している。なお、これら作業に用いられたリービットのスーツは、彼自身が設計製作したものである。リービットのスーツの最も革新的な点は、完全な自己完結型でるため、支援船と潜水服を繋ぎ止めるテザーを一切必要とせず、スーツの背中に取り付けられたタンクから呼吸用混合気を供給する点であった。呼吸装置は呼気を浄化するスクラバーと酸素レギュレータを内蔵しているため、最大で1時間連続で供給が可能であった。
1924年、ドイツ海軍はノイフェルト & クーンケのスーツの第二世代モデルを160メートル（530フィート）まで沈めテストしたが、手足の動きが非常に困難であり、仮に関節が故障した場合、スーツの安全性が阻害される可能性があるためフェイルセーフ機能が無いと判断された。しかし、第二次世界大戦中にドイツ軍が装甲潜水士として使用しており、戦後、この潜水装置は西側連合国によって鹵獲されている。
1952年、アルフレッド・A・ミカロー（Alfred A. Mikalow）は、沈没船に眠る財宝の発見と引き揚げを目的として、ボールとソケットのジョイントを採用したADSを製作した。このスーツは水深300mまで潜水可能であり、サンフランシスコのフォートポイント付近の水深100mに沈む沈没船SS シティ・オブ・リオデジャネイロへの潜水に成功した。ミカローのスーツは通常のマニピュレーターの代わりに、腕の先端に数々のアタッチメントが取付られる様に交換式となっており、90立方フィートの高圧ボンベ7本を搭載し、このボンベによって呼吸と浮力の制御を行っている。また、通信にはハイドロフォンを使用した。

### 近代
ヴィクトリア朝時代には様々な潜水服が開発されているが、いずれも水圧がかかった状態でスムーズに動かせる水密性を維持できる関節が実現できていない。

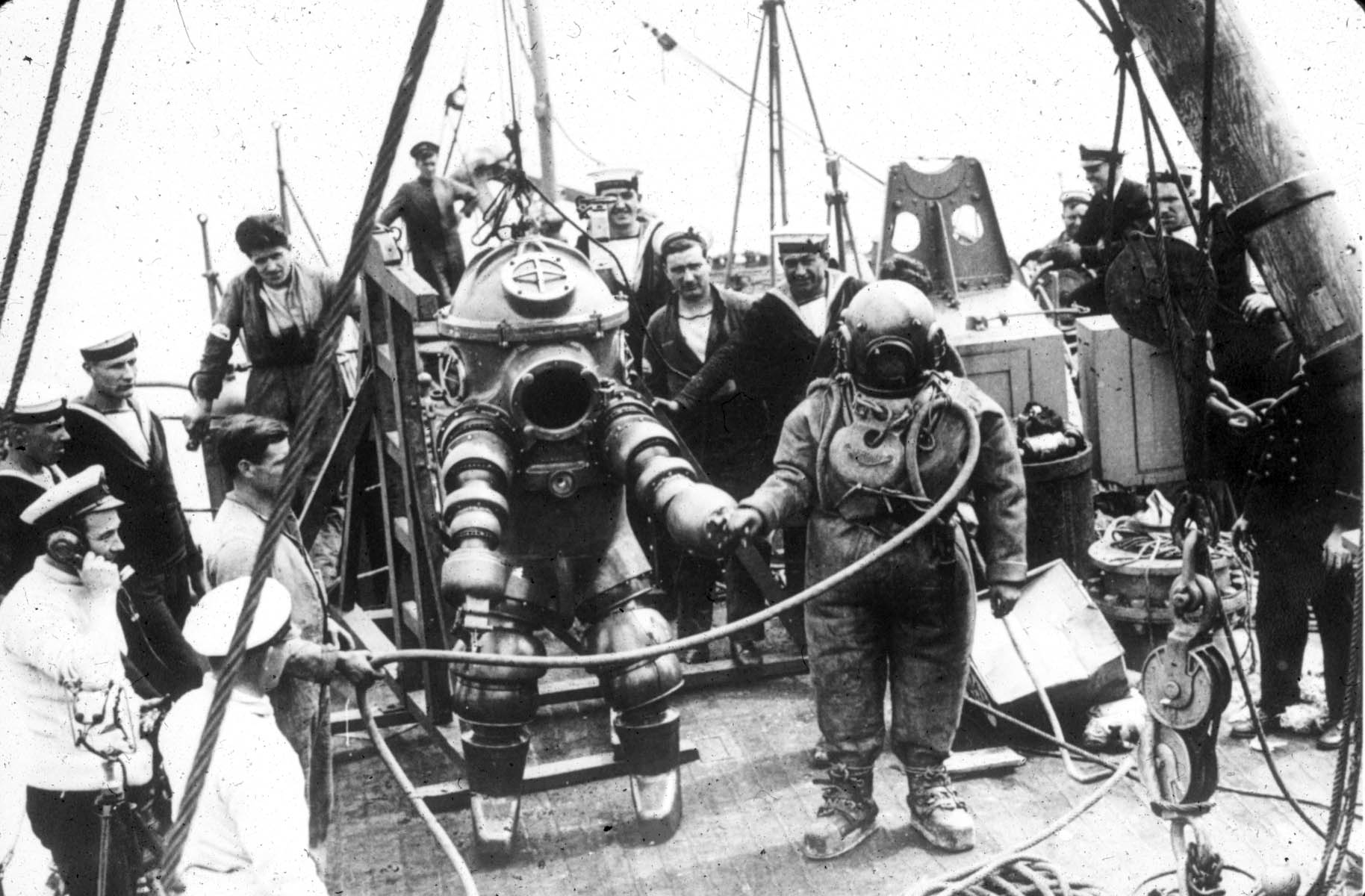
1935年に撮影された客船ルシタニアの捜索準備を行うADSトリトニア。95メートルの潜水を記録した。

英国人潜水技師のパイオニア、ジョセフ・サリム・ペレスは、1932年に初めて実用的な大気圧潜水服トリトニア（Tritonia）を開発し、その後、著名になったジムスーツの製作にも携わっている。1918年、ペレスはイギリスのバイフリートにあるタラント社（WG Tarrant）で働き始め、ADSを作るためのスペースと工具を与えられている。そこで最初に製作されたADSは無垢のステンレス鋼から削り出した非常に複雑なプロトタイプであった。1923年、ペレスは英仏海峡に沈んだ沈没船SS エジプトのサルベージ作業用のスーツの設計を依頼されたことで、1932年、ボディには軽量なマグネシウムを採用し、関節部に油を採用したトリトニアスーツが開発された。1935年5月、ネス湖でペレスの助手であったジム・ジャレット（Jim Jarret）によってテストが行われ、123メートル（404フィート）の潜水テストに成功した。その後、イギリス海軍に提供を申し出るが、海軍のダイバーは90m以下に潜る必要がないとしてこの申し出を断っている。1935年10月、ジャレットは南アイルランド沖に沈んだルシタニア号で95メートルを超える深海潜水に成功し、1937年にはイギリス海峡で60メートルの潜水にも成功した後、世間の関心が薄れたことでトリトニアスーツは引退した。
1940年代から1960年代まで大気圧潜水服の開発は、環境圧潜水の生理学的問題を解決することで深海に挑む飽和潜水に注力する時流によって停滞した。スキューバ装備の進化は著しいものがあったが、やがて限界を迎えたことで再び大気圧潜水服が日の目を浴びる切っ掛けとなっている。この経緯からトリトニアが倉庫から約30年ぶりに掘り起こされており、ペレスの助手でありチーフダイバーであったジャレットに敬意を込め彼の名を冠した大気圧潜水服を開発する会社からのオファーを受諾している。そして1971年11月に最初のモデルが開発され、1974年に実用化されたのが、ジムスーツである。

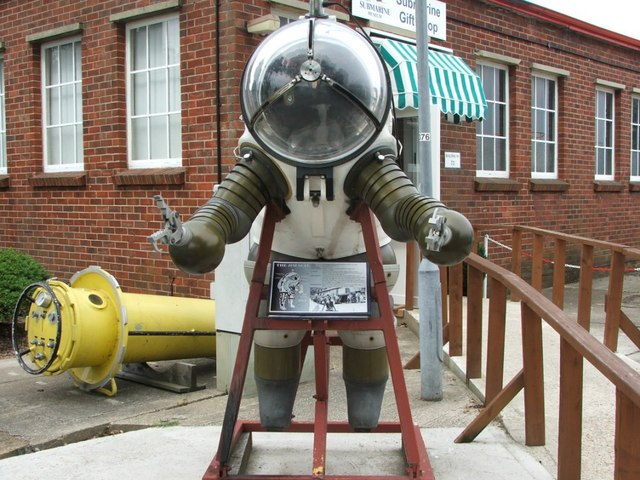
イギリス、ゴス港潜水艦ミュージアムに展示されるジムスーツ。初期型から運用経験を得てアクリル製ドームに変更した

最初のジムスーツは1971年11月に完成し、1972年初めにHMS リクレイムで試用が行われた。1976年、ジムスーツは水深276メートル（905フィート）で5時間59分の150メートル以下での最長作業潜水記録を樹立した。初期型のジムスーツは、強度重量比の高い鋳造マグネシウムで製作され、ダイバーを含む地上での重量は約500kg。全長1.98m、最大潜水深度は460メートル（1,500フィート）であった。スーツは15〜50ポンド（67〜222N）の正浮力を持つため、錘となるバラストはスーツの前部に取り付けられており、内部から投棄することができるため、オペレーターは毎分約100フィート (30 m/min) で海面に浮上することが可能である。オリジナルのジムスーツは、肩と下腕に1つずつ、腰と膝に1つずつ、合計8つのループ式オイルサポート型ユニバーサルジョイントを備えている。ジムのオペレーターは、約72時間の生命維持期間を持つスクラバーに取り付けられた経口/鼻マスクから空気が供給される。水温マイナス1.7度の極寒条件での5時間以上の作業は、毛織物の防寒具とネオプレンのブーツを履くことで対応した。水温30度の水中では作業中は不快な程熱くなることが報告されている。その後、数々の運用経験などを得たことで度々改良が施されており、頭部は視界向上のためアクリル製の一体式に変更され、ボディはマグネシウムからグラスファイバーに変更された。この他、自立型から支援船とを繋ぐアンビリカルケーブルを介し電力が供給される方式のスーツなども開発され、数種類のモデルが誕生している。

### WASP

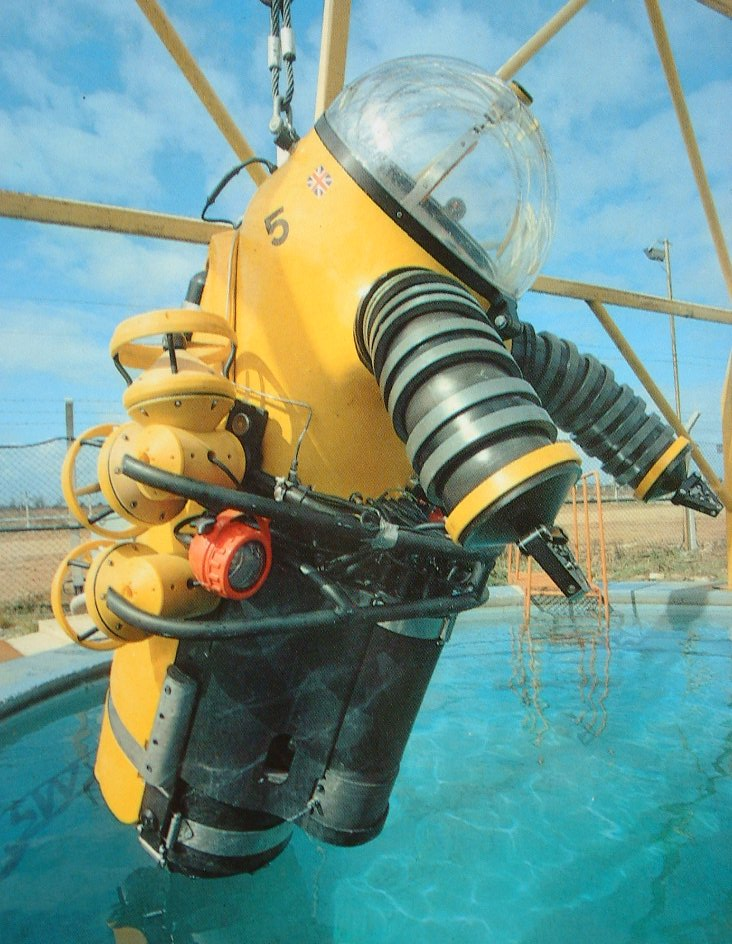
イギリスで開発されたWASPスーツ

WASPシステムは一人用潜水艇と大気圧潜水服の中間にあたり、上半身には可動式の腕が取り付けられているが、下半身は固いハウジングに固定される。合計4つの電気式スラスターによって推力が供給され、足元に取り付けられたフットスイッチによって作動する。作業深度は700メートル（2,300フィート）と見積もられている。各寸法は高さ84インチ（2.1 m）、幅42インチ（1.1 m）、前後34インチ（0.86 m）となっている。

### ADS2000
ADS2000はアメリカ海軍の要件を満たすため、1997年にオーシャン・ワークス・インターナショナル（Ocean Works International）社及び米国海軍と共同で開発された。ADS2000は米海軍の潜水艦救助プログラムの一環として開発が行われている。ボディはアルミニウム合金製であり、最大深度610メートル（2,000フィート）の中、最大6時間に渡り作業可能な自己完結型の自動生命維持システムを備える。2006年8月1日にテストが行われ、チーフネイビーダイバーのダニエル・ジャクソンによって深度610メートルに到達した後、機能が正常に動作したとして米海軍によって正式に認定された。
プロジェクトの開始から2011年までの間、米海軍はADSの開発に1億1,300万ドル（約143億3,000万円）を費やしている
。

## ギャラリー

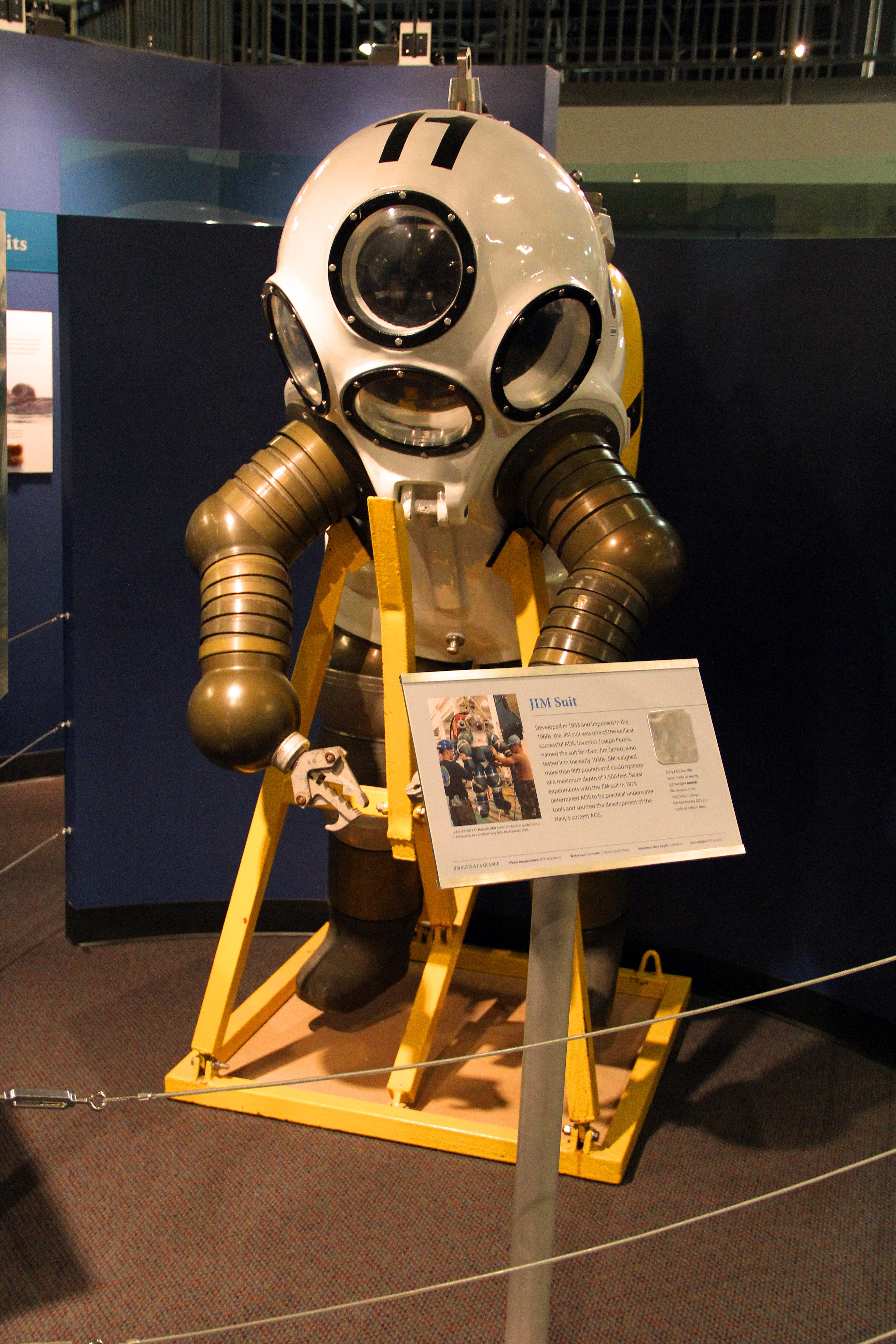
関節部の自由度と水密を改善させたジムスーツ（英語版）。
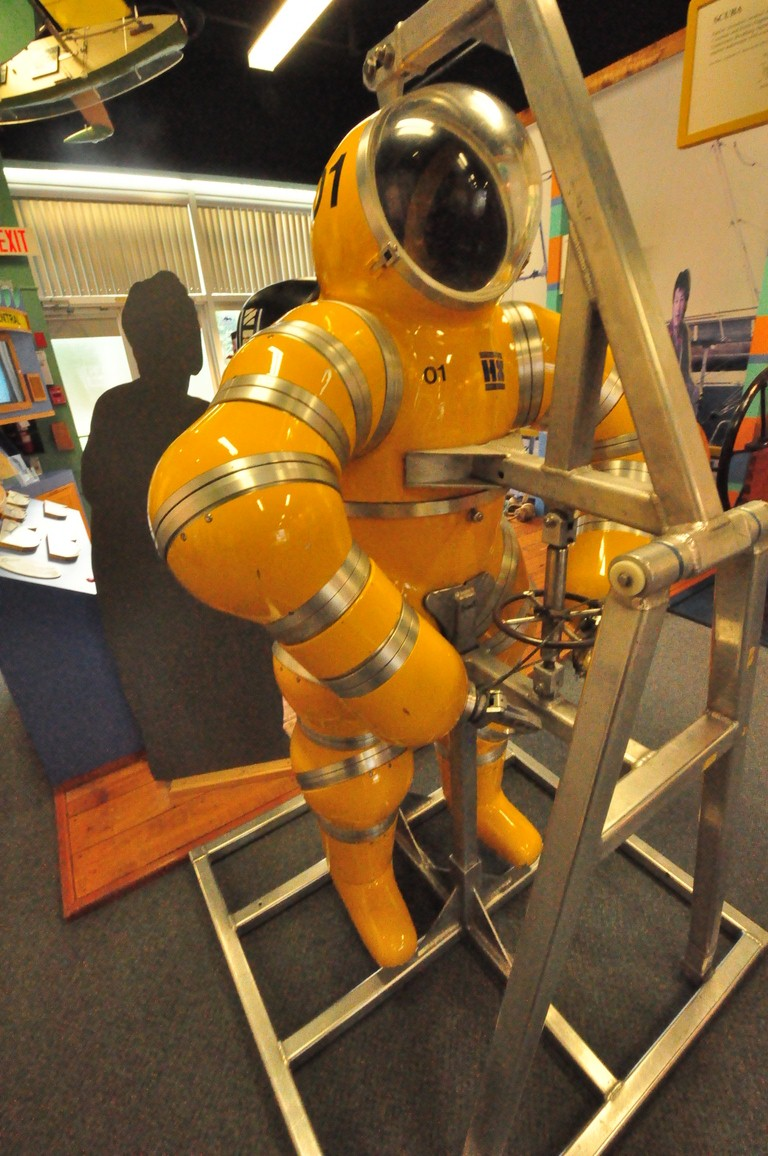
普及している近代型ADSであるニュートスーツ（英語版）。
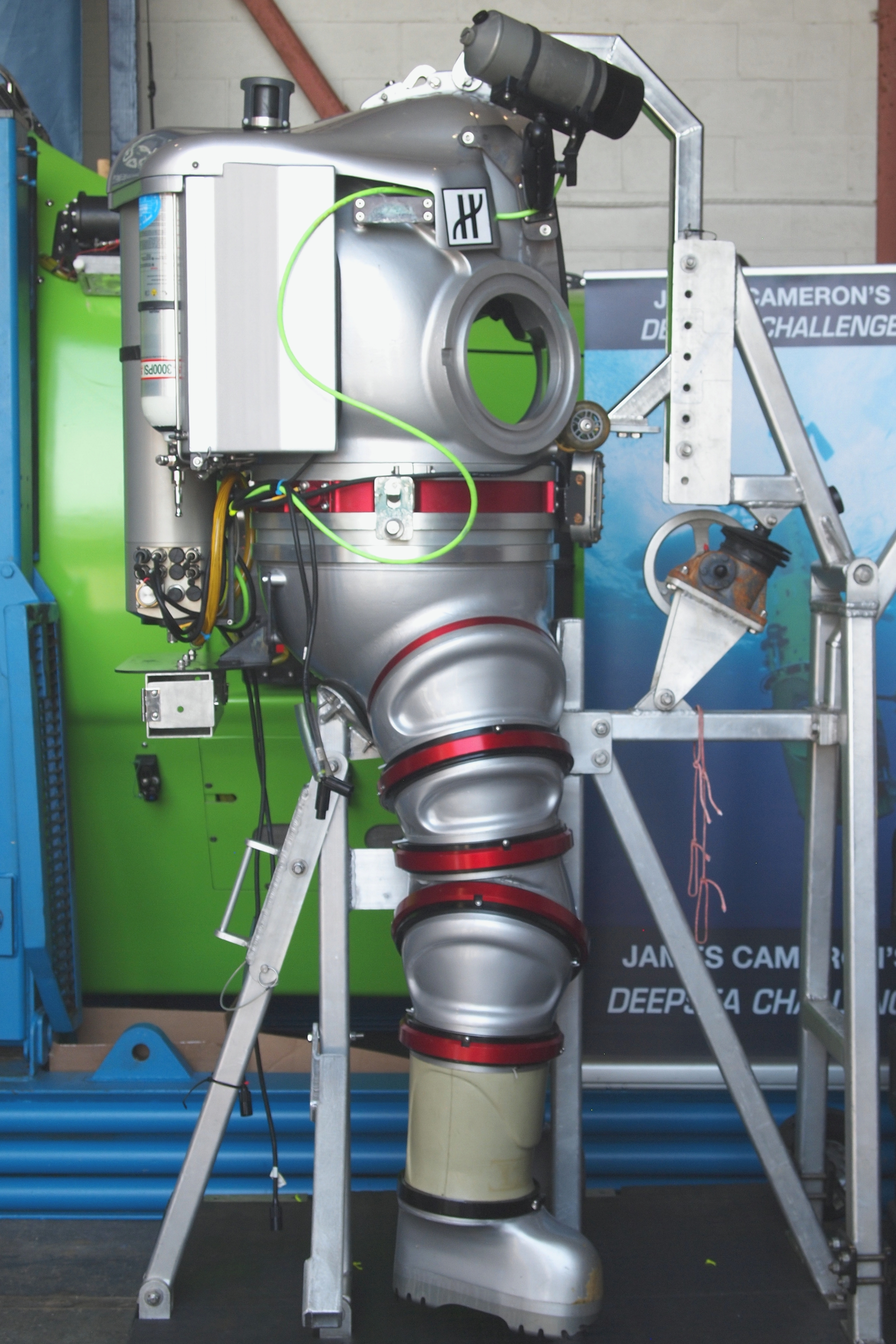
1,000フィート（305メートル）まで潜水可能な最新型ADSであるエクソスーツ。